# Deutsches Rechtswörterbuch
El Deutsches Rechtswörterbuch (DRW), o Diccionario de Términos Jurídicos Alemanes, es un diccionario histórico de derecho alemán publicado por la Academia de Ciencias de Heidelberg. Contiene un total de unos 100.000 artículos impresos en varios volúmenes - el 14º de los cuales se está preparando desde 2019 - y más de 20.000 columnas. Van desde la "A" de "Aachenfahrt" (Peregrinación a Aquisgrán) hasta la "S" de "Stegrecht" (Derecho a cobrar una tasa por el amarre de pequeñas embarcaciones) y también están disponibles gratuitamente en Internet. Más de mil nuevos artículos se añaden anualmente, y la obra contará con 16 volúmenes y unos 120.000 artículos en 2036.Situada en la encrucijada de la lengua, la ley y la historia, la DRW se basa en la evidencia de toda la zona de las lenguas germánicas occidentales - desde la Frisia occidental hasta Transilvania y desde Borgoña hasta los Estados Bálticos. 

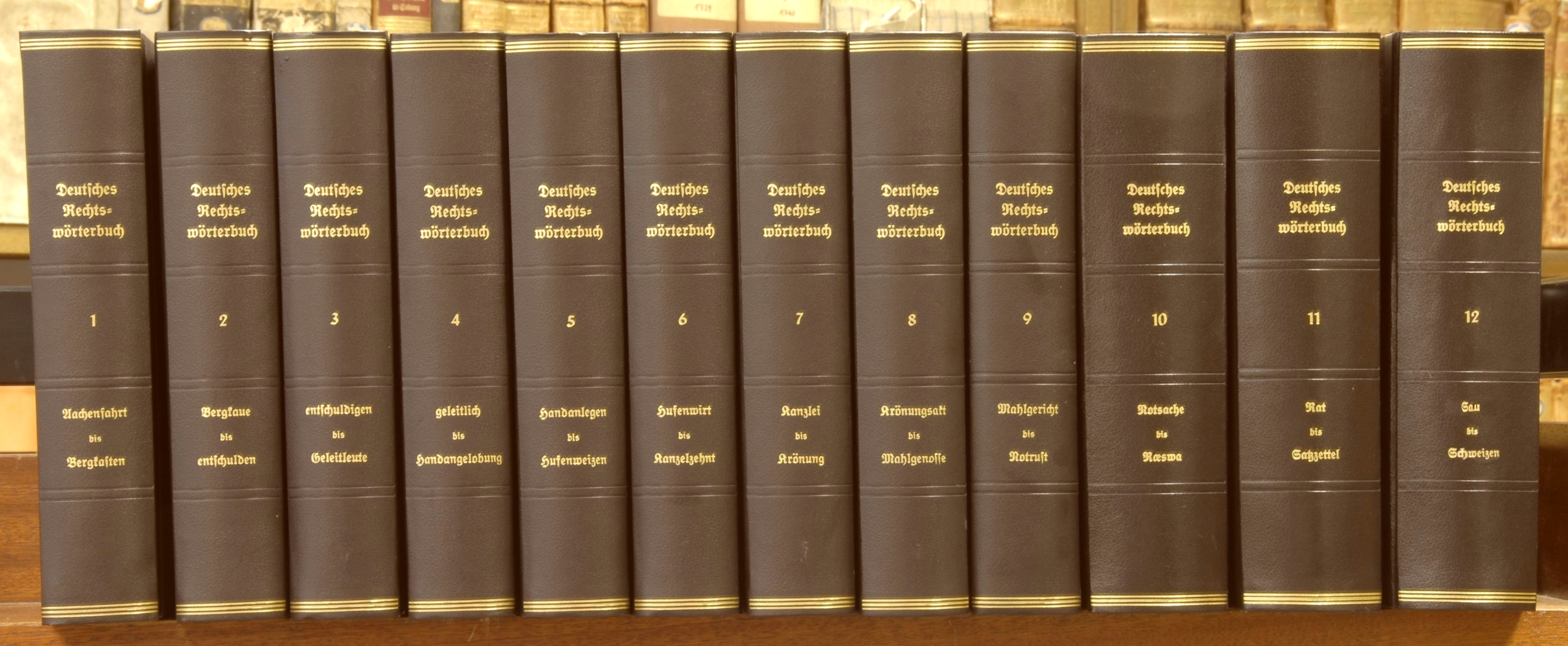
Deutsches Rechtswörterbuch o Diccionario de Términos Jurídicos Alemanes

## En España
La mayoría de las fuentes utilizadas para las palabras con origen español para el DRW datan de la época de la Inquisición española o Tribunal del Santo Oficio de la Inquisición - una institución fundada en 1478, donde el diccionario hace especial referencia a las leyes de la tortura y a las descripciones de los instrumentos de tortura.
Debido a las conexiones dinásticas entre España y los Habsburgo, que fueron fortificadas principalmente por el Emperador Maximiliano I, hay algunas fuentes españolas de este período. 
Otras pruebas se remontan a la época del cambio de enfoque comercial y económico en 1492, cuando los comerciantes españoles se establecieron cada vez más en ciudades hanseáticas alemanas, como Hamburgo.

## Las variedades lingüísticas cubiertas
El Diccionario de Términos Legales Alemanes trata del idioma alemán tal y como se definió en el siglo XIX, el período en el que se compiló. Por lo tanto, cubre toda la familia de lenguas germánicas occidentales, es decir.
- La lengua vernácula de las "Leges barbarorum" (450 - 800), en particular las Leges Burgundionum
- Inglés antiguo (500 - 1100)
- Viejo Alto Alemán (600 - 1050)
- Lombardo (650 - 1000)
- Holandés antiguo (700 - 1200)
- Viejo sajón (800 - 1200)
- Frisón antiguo (800 - 1500)
- Alemán Medio Alto (1050 - 1350)
- Holandés Medio (1200 - 1500 / 1600)
- Medio Bajo Alemán Oriental (1200 - 1650)
- Alto alemán moderno temprano (1350 - 1650)
- Alto alemán moderno (desde 1650).

## Períodos cubiertos
El DRW se basa en documentos que datan de las primeras fuentes escritas hasta fechas fijas, pero difieren según las categorías gramaticales:
- La palabra más antigua en la actualidad es "mundburt". Viene de una carta merovingia de Clodoveo I., en el 479.
- Se incluye una palabra compuesta siempre que su primera aparición se remonte a finales de 1700 a más tardar.
- Se registra una simple palabra si su primera aparición data a más tardar de finales de 1815.
- Todas las palabras que aparecen por primera vez después de las fechas mencionadas, pero antes de finales de 1835, son objeto de breves artículos para la versión de Internet.

## Terminología jurídica y vida cotidiana
El DRW no sólo se ocupa de la terminología jurídica específica con palabras como "Anwalt" (abogado, fiscal), "Kampfgericht" (duelo judicial), "Litiskontestation" (respuesta del acusado al tribunal) y "Reichsfrieden" (paz del Sacro Imperio Romano Germánico), sino también de la vida cotidiana en sus relaciones jurídicas, como lo demuestran términos como "Apfelteilung" (compartir manzanas), "brandmarken" (estigmatizar, marcar), "Gabel" (tenedor), "melken" (ordeñar), "Nachbar" (vecino), "rot" (rojo) y "Schraubenzieher" (productor de tornillos).
Por lo tanto, el DRW abarca las siguientes categorías de terminología:
- Términos técnicos en la ley
- Monedas, pesos y medidas
- Profesionales del derecho, funcionarios, miembros de corporaciones, etc.
- Lenguaje común si hay implicaciones legales.

## Editorial
El diccionario está escrito por un equipo interdisciplinario de historiadores legales, historiadores, lingüistas y de un filósofo. El Centro de Investigación DRW se encuentra en la Academia de Ciencias de Heidelberg y su corpus de fuentes semiabiertas comprende unos 8.400 títulos. Este corpus es accesible a través de un archivo de documentos con más de 2,5 millones de pruebas de término y una creciente base de datos de textos de fuentes seleccionadas.
Desde el comienzo de su composición en 1897, juristas, lingüistas e historiadores han participado en la redacción del Diccionario de Términos Jurídicos Alemanes. Sus artículos ofrecen un amplio panorama de la historia del lenguaje, el derecho y la cultura de Europa central, por lo que los usuarios proceden de casi todas las disciplinas interesadas en la historia, incluidos los toponimistas. La versión en línea (gratuita para todos los usuarios) es fácilmente accesible en todo el mundo.